# کریاژفنویه
کریاژفنویه (به لاتین: Kryazhevoye) یک منطقهٔ مسکونی در روسیه است که در استان آستراخان واقع شده‌است.